# Los 4 Fantásticos (serie animada de 1978)
Fantastic Four es una serie animada producida por DePatie-Freleng y Marvel Comics Animation a finales de 1970.

## Premisa
Es la segunda serie animada basada en el cómic Fantastic Four. La serie de 1978 reemplazó al personaje de la Antorcha humana con un robot llamado H.E.R.B.I.E. 

## Elenco
- Ted Cassidy - Thing/Benjamin J. 'Ben' Grimm
- Mike Road - Reed Richards
- Dick Tufeld - Narrador
- Ginny Tyler - Mujer Invisible/Susan 'Sue' Richards
- Frank Welker - H.E.R.B.I.E., Impossible Man

### Voces adicionales
- Joan Gerber - Medusa
- Don Messick - Mago, Gorgon
- Gene Moss - Trapster
- Vic Perrin - Guardia Inhumano
- Hal Smith - Hombre Topo
- John Stephenson - Doctor Doom, Magneto, Karnak, Professor Gregson Gilbert
- Nancy Wible - Crystal

## Lanzamiento en DVD
Morningstar Entertainment ha lanzado 2 episodios en Región 1 en Canadá.
La compañía Liberation Films iba a lanzar la serie en DVD en Reino Unido en noviembre de 2008, pero debido a que la compañía iba en quiebra, nunca sucedió. Sin embargo, la compañía Clear Vision que obtuvo los derechos de Marvel, lanzó la serie en DVD en febrero de 2010.